# Верапамил
Верапами́л — антиангинальное и антиаритмическое средство из группы блокаторов медленных кальциевых каналов.

## Фармакологическое действие
Верапамил относится к блокаторам потенциалзависимых кальциевых каналов L-типа. Влияет больше на миокард, чем на сосуды. В терапевтических дозах замедляет и ослабляет сердечные сокращения, угнетает синоатриальную и атриовентрикулярную проводимость, снижает автоматизм сердечной мышцы, благодаря чему оказывает антиаритмическое действие. Относится к антиаритмическим препаратам IV группы. Верапамил вызывает расширение коронарных сосудов сердца и увеличивает коронарный кровоток; понижает потребность сердца в кислороде. При ишемических процессах в миокарде препарат способствует уменьшению диспропорции между потребностью и снабжением сердца кислородом как путём увеличения кровоснабжения, так и лучшей утилизацией и более экономным расходованием доставляемого кислорода.
Снижение частоты сердечных сокращений и затруднение атриовентрикулярной проводимости связано с замедлением входящего кальциевого тока в кардиомиоциты узлов (рис. 1). На электрокардиограмме после применения верапамила отмечается увеличение интервалов P-P и P-Q(R). Ослабление силы сердечных сокращений объясняется снижением поступления ионов кальция в кардиомиоциты рабочего миокарда.

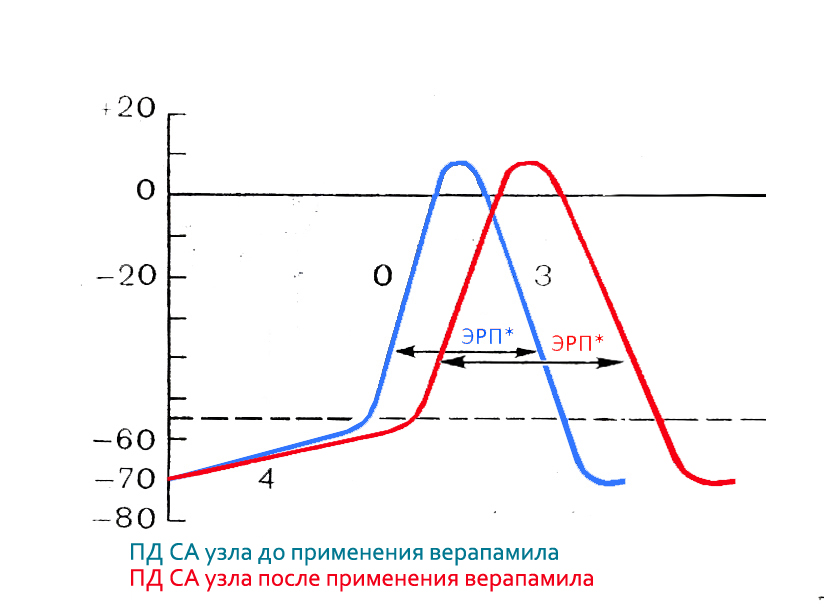
Рис. 1. Влияние верапамила на потенциал действия СА и АВ узлов

Несмотря на то, что верапамил уменьшает сократимость миокарда, благодаря сосудорасширяющему действию и уменьшению сосудистого сопротивления, сердечный выброс существенно не меняется. Блокируя вход ионов кальция в тромбоциты, верапамил подавляет их агрегацию. Кроме того, он оказывает некоторое натрийуретическое и диуретическое действие за счёт снижения канальцевой реабсорбции.
В механизме антиангинального действия верапамила, наряду с антагонизмом по отношению к ионам кальция, играет роль также повышение содержания ионов калия в клетках миокарда.
По химическому строению молекула верапамила (рис. 2) может рассматриваться как усложнённый вариант молекулы фенилалкиламинов (Сензит).

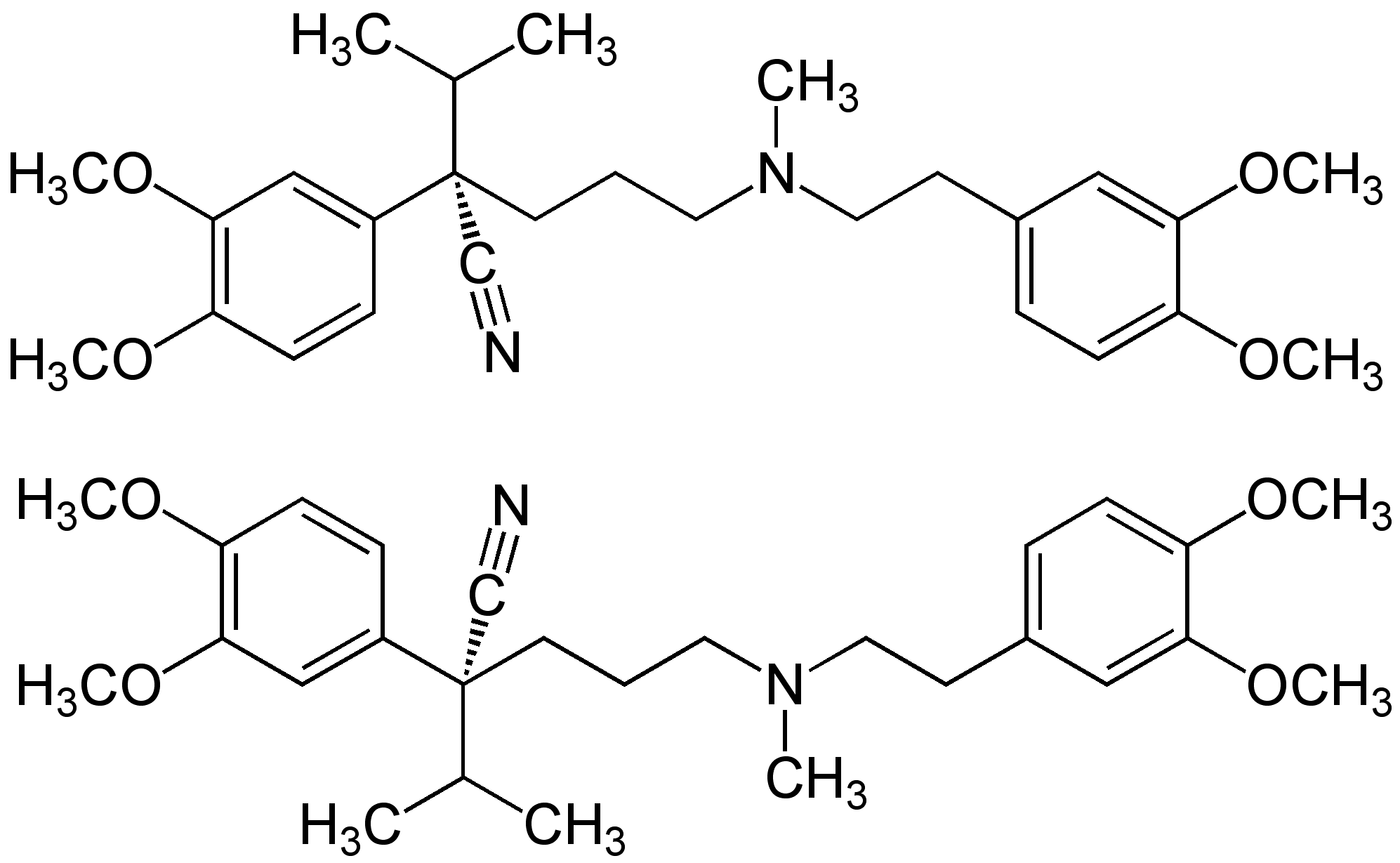
Рис. 2. Структура молекулы верапамила

## Фармакокинетика
Верапамил хорошо всасывается при приёме внутрь. Пик концентрации в плазме крови обнаруживается через 1 — 3 ч. Однако имеются значительные индивидуальные различия в фармакокинетике препарата. Период полувыведения варьирует от 2,5 до 7,5 ч после однократного введения и от 4,5 до 12 ч после повторного приёма. Постоянная терапевтическая концентрация в крови достигается обычно через 4 дня от начала повторного приёма внутрь. Препарат интенсивно метаболизируется в печени. При нарушениях функции печени, время выделения препарата значительно удлиняется. В неизменённом виде выделяется около 5 % препарата.

## Применение и дозировки
Применяют верапамил внутрь и в виде инъекций.
Внутрь принимают при хронической ИБС для профилактики приступов стенокардии напряжения, особенно в сочетании с предсердной экстрасистолией и склонностью к тахикардии.
В качестве антиаритмического средства назначают главным образом при предсердных аритмиях: при суправентрикулярной тахикардии, экстрасистолии. При желудочковых аритмиях, в том числе при желудочковой экстрасистолии; препарат малоэффективен.
Рекомендуется также при артериальной гипертензии, но как антигипертензивное средство при тяжёлой гипертензии более эффективен нифедипин.
Внутривенно применяют при острых приступах стенокардии, приступах суправентрикулярной пароксизмальной тахикардии и гипертонических кризах .
Внутрь принимают за 30 мин до еды. Дозы, особенно учитывая возможные колебания фармакокинетики, подбирают индивидуально. При лёгких формах стенокардии назначают по 0,04—0,08 г (40—80 мг) 3—4 раза в день. При необходимости увеличивают разовую дозу до 0,12—0,16 г (120—160 мг). Обычно суточная доза составляет 0,24—0,48 г (240—480 мг). Поддерживающую терапию (меньшими, индивидуально подобранными дозами) проводят длительно. Отмечено, что толерантности при применении верапамила (в отличие от органических нитратов и нифедипина) не развивается. Наоборот, антиишемический эффект при регулярном приёме верапамила возрастает.
Внутривенно для купирования пароксизма суправентрикулярной тахикардии вводят взрослым медленно 2—4 мл 0,25 % раствора (5—10 мг). Повторно для поддерживающей терапии вводят 1 раз в день капельно со скоростью 0,005 мг/кг в минуту, не ранее чем через 30 мин после струйного введения. Раствор верапамила готовят разведением 2 мл 0,25 % раствора препарата (1 ампула) в 100—150 мл изотонического раствора натрия хлорида или 5 % раствора глюкозы.
Детям назначают препарат в меньших дозах: до 4 лет дают обычно внутрь по 0,02 г (20 мг) 2—3 раза в день; до 14 лет — по 0,04 (40 мг) 2—3 раза в день. Внутривенно вводят в возрасте от 1 года до 5 лет по 0,002—0,003 г (2—3 мг), от 6 до 14 лет — по 0,025—0,05 г (25—50 мг).

## Особенности применения
Верапамил обычно хорошо переносится. Однако возможны тошнота, рвота, головокружение, повышенная усталость, развитие периферических отёков, аллергических реакций, относительно часто (особенно при длительном приёме) возникают запоры атонического характера. Большие дозы могут вызывать артериальную гипотензию, атриовентрикулярную блокаду.
Следует проявлять осторожность при одновременном применении верапамила и бета-адреноблокаторов (в связи с возможной суммацией влияния на проводимость и сократимость сердца).
Верапамил вводят внутривенно под контролем гемодинамических показателей.

## Противопоказания
Противопоказания: WPW-синдром, кардиальный шок, выраженная гипотензия, острый инфаркт миокарда, нарушения атриовентрикулярной проводимости, синдром слабости синусового узла; беременность и период кормления грудью.

## Форма выпуска
Формы выпуска таблетки по 0,04 г (40 мг); 0,08 г (80 мг) и 0,12 г (120 мг) в упаковке по 30 и 100 штук; 0,25 % раствор в ампулах по 2 мл (5 мг) в упаковке по 5 ампул; таблетки пролонгированного действия по 0,2 г (200 мг) и 0,24 г (240 мг).